# Michal Viewegh

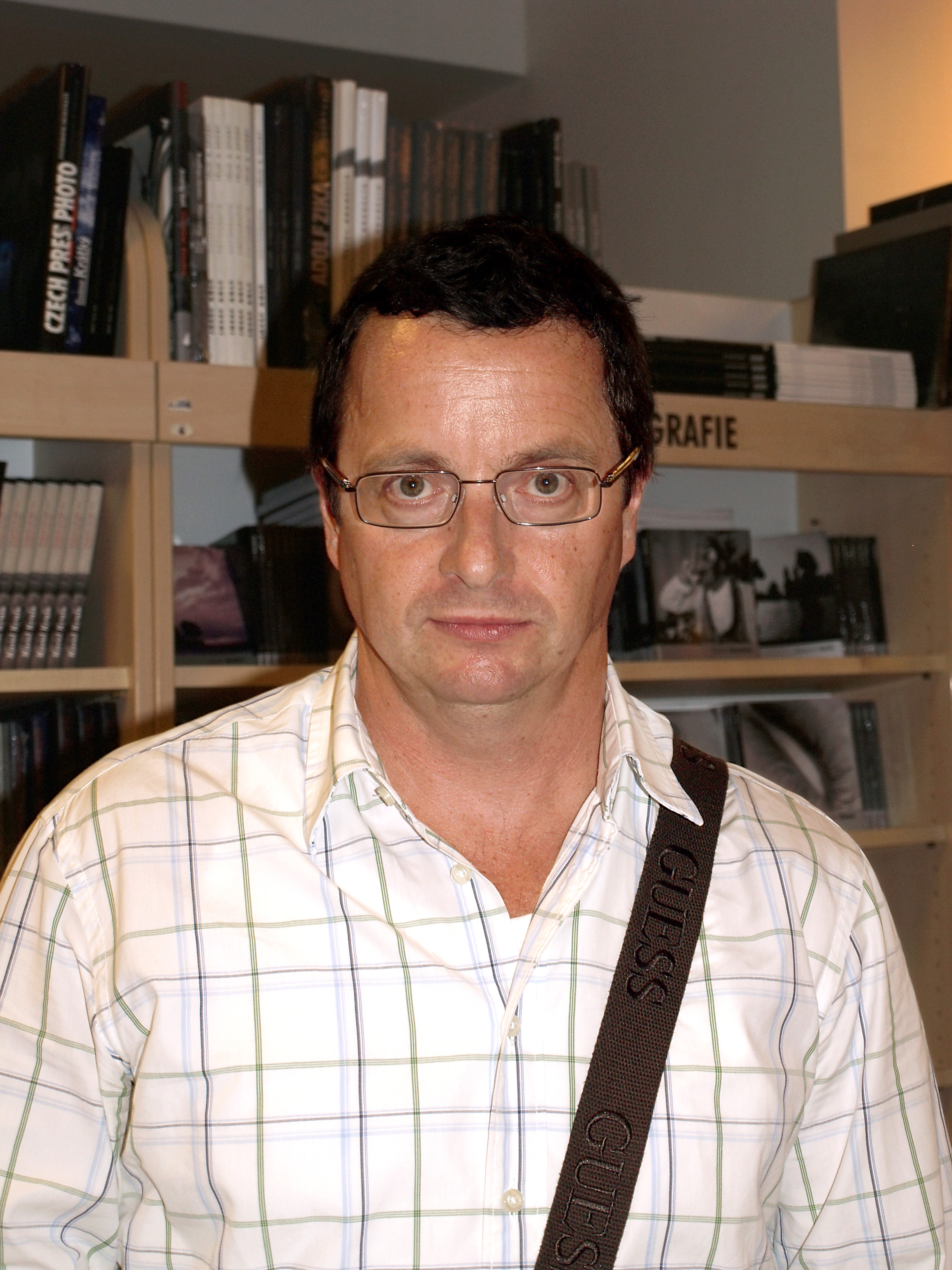
Michal Viewegh (2009)

Michal Viewegh (* 31. März 1962 in Prag) ist ein tschechischer Schriftsteller und Publizist.

## Leben
Sein Vater war Ingenieur, seine Mutter Rechtsanwältin. Er wuchs in Sázava auf und machte sein Abitur 1980 in Benešov. Nach einem abgebrochenen Wirtschaftsstudium studierte er Pädagogik und Tschechisch an der Karls-Universität Prag. Nach seinem Abschluss 1988 arbeitete er bis 1993 als Lehrer in Prag und danach zwei Jahre als Redakteur beim Verlag Český spisovatel. Seit 1995 ist Viewegh freier Schriftsteller.
Seine ersten Geschichten veröffentlichte er 1983 in der Zeitschrift Mladá fronta. 1993 erhielt er den Jiří-Orten-Preis. Zurzeit lebt er als Schriftsteller seine politische Gegnerschaft zum ehemaligen tschechischen Staatspräsidenten Václav Klaus sehr pointiert aus.

## Werk

### Romane
- Názory na vraždu, 1990
- Báječná léta pod psa, 1992 (deutsch: Blendende Jahre für Hunde, autobiographischer Roman aus der Zeit der tschechischen Normalisierung), verfilmt 1997, Regie: Petr Nikolaev
- Výchova dívek v Čechách, 1994 (deutsch: Erziehung von Mädchen in Böhmen), verfilmt 1996, Regie: Petr Koliha
- Účastečníci zájezdu, 1996, verfilmt 2006, Regie: Jiří Vejdělek
- Zapisovatelé otcovský lásky, 1998 (deutsch: Die Liebe eines Vaters)
- Román pro ženy, 2001 (deutsch: Roman für Frauen), verfilmt 2005, Regie: Filip Renč
- Báječná léta s Klausem, 2002, freie Fortsetzung von: Báječná léta pod psa
- Případ nevěrné Kláry, 2003 (deutsch: Der Fall untreue Klára), verfilmt 2009, Regie: Roberto Faema
- Vybíjená, 2004 (deutsch: Völkerball, Deuticke Verlag, Wien 2005, ISBN 978-3-552-06021-0)
- Tři v Háji, 2004, Mitautorinnen: Halina Pavlovská und Iva Hercíková
- Lekce tvůrčího psaní, 2005
- Andělé všedního dne, 2007 (deutsch: Engel des letzten Tages, Deuticke Verlag, Wien 2010, ISBN 978-3-552-06128-6)
- Román pro muže, 2008, verfilmt 2010, Regie: Tomáš Bařina
- Biomanželka, 2010
- Mafie v Praze, 2011 (deutsch: Die Mafia in Prag, Deuticke Verlag, Wien 2014, ISBN 978-3-552-06258-0)
- Mráz přichází z Hradu, 2012
- Čarodějka z Křemelky, 2015

### Literarische Parodien
- Nápady laskavého čtenáře, 1993
- Nové nápady laskavého čtenáře, 2000

### Erzählungen
- Povídky o manželství a o sexu, 1999 (deutsch: Geschichten über Sex und Ehe, Deuticke Verlag, Wien 2004, ISBN 978-3-216-30537-4)
- Krátké pohádky pro unavené rodiče, 2007
- Povídky o lásce, 2009 (deutsch: Zeitweiliger Orientierungsverlust, Liebesgeschichten, Deuticke Verlag, Wien 2011, ISBN 978-3-552-06161-3)

### Sonstiges
- Feuilleton: Švédské stoly anebo Jací jsme, 2000
- Biographie: Báječný rok, 2006 (Tagebuch des Autors aus dem Jahr 2005)
- Drama: Růže pro Markétu anebo Večírky revolucionářů, 2004
- Blogroman: Srdce domova